# تپه سندرکان
تپه سندرکان مربوط به دوران پیش از تاریخ ایران باستان تا دوران‌های تاریخی پس از اسلام است و در شهرستان دورود، بخش مرکزی، روستای سندر کان واقع شده و این اثر در تاریخ ۲۴ اسفند ۱۳۸۳ با شمارهٔ ثبت ۱۱۷۲۹ به‌عنوان یکی از آثار ملی ایران به ثبت رسیده است.